# يورغن كيسنير
يورغن كيسنير (بالألمانية: Jürgen Kißner) مواليد 18 أغسطس 1942 في لوكاو، هو دراج ألماني. شارك في دورة الألعاب الأولمبية الصيفية وفاز بميدالية أولمبية.

## الميداليات
| الميدالية | المسابقة                       |
| --------- | ------------------------------ |
| فضية      | الألعاب الأولمبية الصيفية 1968 |

## روابط خارجية
- يورغن كيسنير على موقع أرشيف الدراجات (الإنجليزية)
- يورغن كيسنير على موقع اللجنة الأولمبية الدولية (الإنجليزية)
- يورغن كيسنير على موقع أوليمبيديا (الإنجليزية)